# Rye Sogn
Rye Sogn 
ist eine Kirchspielsgemeinde (dän.: Sogn)
auf der Insel Sjælland im südlichen Dänemark.
Bis 1970 gehörte sie zur Harde Voldborg Herred im damaligen Københavns Amt (bis 1808: Roskilde Amt), danach zur Bramsnæs Kommune im „neuen“ Roskilde Amt, die im Zuge der  Kommunalreform zum 1. Januar 2007 in der Lejre Kommune in der Region Sjælland aufgegangen ist.
Im Kirchspiel leben 2656 Einwohner (Stand: 1. Januar 2023).
Im Kirchspiel liegt die Kirche „Rye Kirke“.
Nachbargemeinden sind im Norden Kirke Hyllinge Sogn, im Osten Lyndby Sogn, im Süden Kirke Saaby Sogn und im Südwesten Kirke Sonnerup Sogn.